# Renée Longarini
Renata Longarini, detta Renée (Pordenone, 24 aprile 1931 – Milano, 13 marzo 2010), è stata una presentatrice televisiva, pianista, indossatrice e attrice italiana, la prima parte della cui carriera fu caratterizzata da collaborazioni con registi come Fellini e Germi e la seconda dalla partecipazione allo spettacolo televisivo di Enzo Tortora Portobello.

## Biografia
Nata Renata Longarini a Pordenone in una famiglia di origine istriana, visse a Genova e Bari per via degli impegni professionali di suo padre, prima di stabilirsi a Trieste, città nel cui conservatorio si diplomò in pianoforte oltre a conseguirvi la licenza magistrale; negli anni cinquanta fu, infine, a Milano, città che divenne la sua residenza definitiva. Iniziò la sua carriera nello spettacolo come concertista ma, a causa dello stress accumulato durante le sue tournée, le fu sconsigliato di continuare a suonare professionalmente; passò quindi alle sfilate di moda come indossatrice e contemporaneamente apparve in televisione sia come conduttrice che come interprete di spot pubblicitari, per la Michelin e per Tè Ati. Fu durante tali attività che nel 1959 Federico Fellini, visionate alcune fotografie di Longarini, la volle nel film La dolce vita nella parte della moglie del personaggio di Enrico Steiner; nel 1967 ebbe una prova d'autore più incisiva, coprotagonista insieme a Ugo Tognazzi e Stefania Sandrelli nel film di Pietro Germi L'immorale.

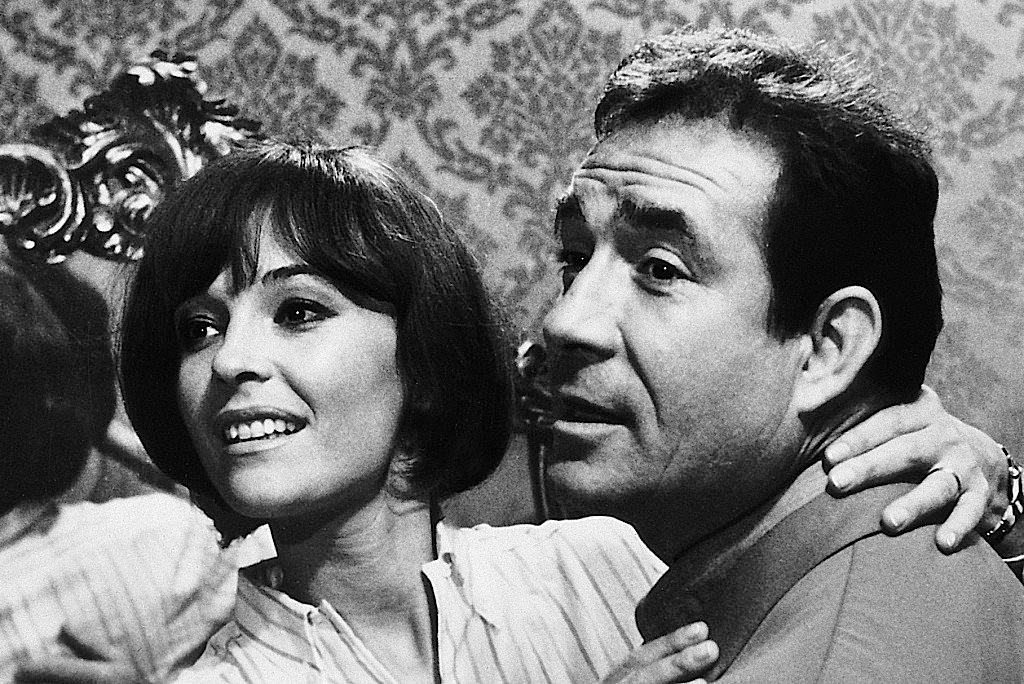
Renée Longarini con Ugo Tognazzi nel film L'immorale

Nel frattempo sposatasi a inizio anni sessanta con un medico piemontese, dopo le esperienze cinematografiche diradò l'attività pubblica per dedicarsi alla famiglia; fu soltanto nel 1977 che Enzo Tortora chiese la sua collaborazione come assistente in studio e coordinatrice delle telefoniste per il suo nuovo programma televisivo, Portobello, cui Longarini accettò di collaborare in ragione del fatto che non avrebbe dovuto spostarsi da Milano, essendo prodotto negli studi della Fiera; durante la conduzione del programma, al quale prese parte ininterrottamente dal 1977 al 1983, si guadagnò dallo stesso Tortora l'appellativo di Sua Soavità per l'eleganza e la sobrietà mostrata sullo schermo. Quando nel 1987 Portobello tornò in televisione facendo seguito al rientro di Tortora da una vicenda giudiziaria lunga quasi quattro anni che lo vide assolto da un'imputazione di concorso in associazione mafiosa, Longarini fece ancora parte dello staff della trasmissione. Dopo la definitiva fine di Portobello Longarini si ritirò dalle scene per non farvi più ritorno.
Nel 1982 ricevette l'Ambrogino d'oro dalla città di Milano per la sua attività televisiva in Portobello, premio che nel 2008 minacciò di restituire se il comune non avesse bloccato il progetto di un parcheggio nel centro cittadino, in polemica con una delibera emanata dalla giunta Moratti. Nel 2003 si unì civilmente in matrimonio con il suo nuovo partner, il giornalista Duccio Valente, in una cerimonia negli Stati Uniti a Long Island. La sua ultima apparizione televisiva fu su Rai 2 il 4 maggio 2009 quale ospite di Alda D'Eusanio nella trasmissione Ricominciare, in cui diede un'intervista e tornò a esibirsi anche come pianista. Il 13 marzo 2010, a 78 anni, morì all'ospedale San Carlo di Milano; le esequie si tennero quattro giorni più tardi.